# Lex Veelo
Alex Martin Veelo (Maarn, 3 mei 1944 – Naberezjnye Tsjelny, 22 augustus 2012) was een Nederlands violist en dirigent.
Hij was zoon van muzikantenechtpaar Chris Veelo en Nel Tuyter. Broer Jan Veelo werd acteur; zus Ariane Veelo pianiste.
Zijn middelbare school doorliep hij via de Vrije School in Den Haag. Hij kreeg zijn directie-opleiding van Louis Stotijn aan het Haags Conservatorium. Ook André Presser en Hans Swarowsky gaven hem les (1968-1973). Hij studeerde ook viool. Als jongeling nam hij zitting in het Haags Hofstads Jeugdorkest, waar hij nog als studerend dirigent op 19-jarige leeftijd (1964) dirigent werd, als opvolger van Tilly Talboom-Smits. Hij was ook violist in het Residentie Orkest, alwaar hij speelde onder twee van zijn voorbeelden Jean Martinon en Gennadi Rozjdestvenski. In 1974 was hij winnaar van een dirigentenwedstrijd in Besançon.  Daarna volgde een praktijkstudie via het "Contactorgaan van Nederlandse Orkesten"/"Plan Jonge Dirigenten", waarbij met diverse provinciale orkesten kon werken. Dit leidde in 1978 tot een optreden met het Amsterdams Philharmonisch Orkest waarbij hij zich enigszins vertilde aan werken van Béla Bartók (Concert voor Orkest) en Maurice Ravel (Pianoconcert voor de linkerhand). Veelo volgde in 1988 Louis Stotijn op als dirigent van het Zeeuws Orkest (amateurorkest) nadat hij er ook een aantal keren gastdirigent was geweest. Hij gaf daarbij leiding aan solisten Isabelle van Keulen, Ronald Brautigam en Malcolm Frager. Pas in 2010 nam Veelo in verband met slechte gezondheid afscheid van het orkest in Den Haag; hij bracht het orkest de hele wereld over. Marcel Geraeds nam in 2010 het over.
Stotijn en Veelo leidden zelf Ton Braas op, die op zijn beurt trouwde met Odilia Vermeulen, de dochter van componist Matthijs Vermeulen. Het jeugdorkest heeft in 2024 nog altijd een Lex Veelo Fonds.
Zelf gaf hij directielessen aan ArtEZ Conservatorium te Arnhem, Monique Kokkeler, Roeland Robert, Robert Jan Kramer en Charles van der Veeke waren er zijn leerlingen; hij leidde er ook het conservatoriumorkest.
- International Standard Name Identifier: 0000 0003 9573 5909
- MusicBrainz: e2bceb09-1e82-4618-9c99-d7b0e0de4736
- Nederlandse Thesaurus van Auteursnamen: 322212790
- Virtual International Authority File: 290553234